# 大舘右喜
大舘 右喜（おおだち うき、1933年4月15日 - ）は、日本の日本史学者。

## 経歴
埼玉県生まれ。弟は大舘勝治。國學院大學文学部史学科卒。1996年「近世社会の支配と構造」で國學院大學から博士（歴史学）を授与される。帝京大学文学部教授。2004年定年。

## 著書
- 『幕末社会の基礎構造 武州世直し層の形成』埼玉新聞社、1981年。
- 『幕藩制社会形成過程の研究』校倉書房、1987年。
- 『近世関東地域社会の構造』校倉書房、2001年。
- 『学校誕生』さきたま出版会、2015年。
- 『幻の武州八十八霊場―埼玉の古寺をたずねて―』さきたま出版会、2018年。
- 『古文書が語る近世農村社会』吉川弘文館、2024年　ISBN　9784642043670

### 共編
- 河田幾三郎共 編『武州榛沢郡中瀬村史料』正田喜一郎共校訂、中瀬村誌編纂会、1971年。
- 『論集日本歴史 7‐8 幕藩体制 1‐2』森安彦共編、有精堂出版、1973年。

監修
- 『目で見る所沢・狭山・入間の100年』郷土出版社、2002年。

## 論文
- 大舘右喜